# Kostel Zvěstování Panny Marie (Bílina)
Kostel Zvěstování Panny Marie v Bílině v okrese Teplice je pozdně gotická sakrální stavba založená roku 1420, přebudovaná na konci 16. století do jednotné renesanční podoby. Stojí na nároží ulic Petra Bezruče a Alšovy. Z centra města je vzdálen asi 600 m jihozápadně. Kostel je chráněn jako kulturní památka České republiky.

## Architektura
Kostel je jednolodní, obdélný, s obdélnou lodí a polygonálně uzavřeným presbytářem. Vnějšek celé stavby je členěn opěráky a okny polokruhově uzavřenými.
Presbytář i loď mají valenou klenbu s lunetami a zrcadlem. Jsou zdobeny štukovou dekorací. Stěny lodi jsou členěny plochými pilastry. Zděná kruchta je sklenuta křížově na dvou pilířích. V západním průčelí se nachází hlavní portál, který tvoří sloupová edikula s rozeklanou římsou. V kartuši se zde pak nachází alianční znak Lobkoviců z období kolem roku 1600.

## Vybavení
Hlavní oltář je raně barokní se sloupovou architekturou s boltcovým ornamentem a obrazem Zvěstování Panny Marie z období kolem roku 1670. Obdobné jsou i dva boční oltáře Panny Marie a sv. Anny, které však mají oltářní obrazy z 2. poloviny 19. století. Lavice na kůru jsou renesanční a pocházejí z 1. čtvrtiny 17. století. Varhany jsou novogotické z 2. poloviny 19. století.